# A Fülöp-szigetek a 2018. évi téli olimpiai játékokon
A Fülöp-szigetek a dél-koreai Phjongcshangban megrendezett 2018. évi téli olimpiai játékok egyik részt vevő nemzete volt. Az országot az olimpián 2 sportágban 2 sportoló képviselte, akik érmet nem szereztek.

## Alpesisí
Férfi
| Versenyző  | Versenyszám      | 1. futam | 1. futam | 2. futam | 2. futam | Összesítés | Összesítés |
| Versenyző  | Versenyszám      | Idő      | Hely.    | Idő      | Hely.    | Idő        | Helyezés   |
| ---------- | ---------------- | -------- | -------- | -------- | -------- | ---------- | ---------- |
| Asa Miller | Óriás-műlesiklás | 1:27,52  | 81.      | 1:22,43  | 68.      | 2:49,95    | 70.        |

## Műkorcsolya
| Versenyző                  | Versenyszám  | Rövid program | Rövid program | Kűr     | Kűr     | Összesítés | Összesítés |
| Versenyző                  | Versenyszám  | Pont          | Hely.         | Pont    | Hely.   | Pont       | Helyezés   |
| -------------------------- | ------------ | ------------- | ------------- | ------- | ------- | ---------- | ---------- |
| Michael Christian Martinez | Férfi egyéni | 55,56         | 28.           | kiesett | kiesett | kiesett    | kiesett    |